# Lindernia capensis
Lindernia capensis är en tvåhjärtbladig växtart som beskrevs av Carl Peter Thunberg. Lindernia capensis ingår i släktet Lindernia och familjen Linderniaceae. Inga underarter finns listade i Catalogue of Life.